# Ga Jaesong
Ga Jaesong (tiếng Hàn: 재송역; Hanja: 栽松驛) là ga đường sắt trên Tuyến Donghae Nambu ở Jaesong-dong, quận Haeundae, Busan, Hàn Quốc.